# مینیولا (تگزاس)
مینیولا، تگزاس(به انگلیسی: Mineola, Texas) شهری در ایالت تگزاس از ایالات جنوبی ایالات متحده آمریکا است. در سرشماری سال ۲۰۰۰، جمعیت این شهر ۵۱۷۹ نفر اعلام شد.